# Stenohya spinata
Espèce
Stenohya spinata est une espèce de pseudoscorpions de la famille des Neobisiidae.

## Distribution
Cette espèce est endémique de Chongqing en Chine. Elle se rencontre dans le district de Fuling.

## Description
Les mâles mesurent de 3,47 à 3,75 mm et les femelles de 4,63 à 5,08 mm.

## Systématique et taxinomie
Cette espèce a été décrite par Zhan, Feng, Guo et Zhang en 2023.

## Publication originale
- Zhan, Feng, Guo & Zhang, 2023 : « Description of two Stenohya species from China (Pseudoscorpiones, Neobisiidae), with comments on the exaggerated sexual dimorphic pedipalp in this genus. » ZooKeys, vol. 1172, p. 217–237 (texte intégral).